# Maria Cosway
Maria Luisa Caterina Cecilia Cosway (Florence, 11 juni 1760 – Lodi, 5 januari 1838) was een Brits-Italiaanse kunstschilder, musicus en onderwijskundige. 

## Biografie

### Jonge jaren
Maria Cosway werd geboren als een kind van Brits-Italiaanse ouders die in Florence een herberg uitbaatten die werd bezocht door Britten die de Grand tour ondernamen. Haar ouders waren protestant, maar ze kozen ervoor om hun dochter katholiek op te voeden en ze kreeg haar scholing dan ook aan een kloosterschool. Ze sprak vloeiend Italiaans en Frans en had ook kennis opgedaan van de klassieke literatuur. Al op jonge leeftijd kwam haar talent voor muziek en kunst bovendrijven; zo speelde ze al op tienjarige leeftijd op de klavecimbel.
Door de connecties van haar vader leerde Cosway een aantal van de belangrijkste schilders van haar tijd kennen. In 1777 maakte ze een reis naar Rome en maakte daar kennis met Pompeo Batoni, Anton Raphael Mengs en Johann Heinrich Füssli. Met de Britse schilder James Northcote raakte ze zelfs bevriend. Tijdens haar verblijf in Rome overleed haar vader en haar moeder besloot om met het gezin naar Engeland te verhuizen.

### Jaren in Londen
In Londen maakte ze kennis met Angelika Kauffmann en kwam ze in haar studio te werken. Aanvankelijk verdiende Cosway te weinig met het schilderen, waarop haar moeder op zoek ging naar een rijke echtgenoot voor haar dochter. Haar moeder stelde haar voor aan de schilder Richard Cosway, die achttien jaar ouder was dan zij, en ze trouwden in 1781. Het portret dat Maria Cosway vervaardigde van Georgiana Spencer werd in 1782 tentoongesteld op de Royal Academy of Arts, waar het positief werd ontvangen.

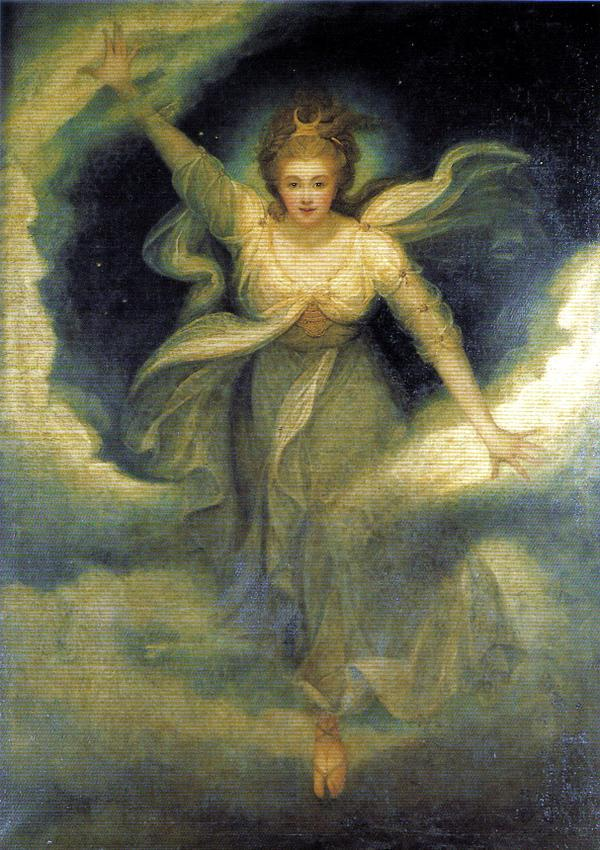
The Duchess of Devonshire as Cynthia from Spenser's 'The Faerie Queene, geschilderd door Maria Cosway.

Het echtpaar woonde in Schomberg House, waar ze twee keer per week een muzikale soiree hielden. Hun soirees werden met enige regelmaat bezocht door George, Prins van Wales, en Charles James Fox. Ook andere politici, muzikanten en schilders bezochten de avonden in Schomberg House. Bij de muzikale soirees trad Maria Cosway zelf ook met enige regelmaat op. Na haar huwelijk had ze haar professionele carrière als kunstschilder opgegeven, omdat dit bij de huwelijkse voorwaarden was bepaald. Toch bleef Cosway schilderen en stelde ze tussen 1780 en 1801 meer dan 30 werken tentoon in de Royal Academy.
In 1786 begon Cosway ook een briefwisseling met Thomas Jefferson, die indertijd als Amerikaans ambassadeur in Parijs diende. Hij had hem leren kennen toen ze haar echtgenoot in 1786 naar Frankrijk vergezelde. Ze kregen vervolgens een verhouding en toen haar echtgenoot dit te weten kwam keerden ze terug naar Londen. Een jaar later keerde Cosway terug naar Parijs, maar de relatie werd niet meer opgepakt. Wel bleven ze elkaar schrijven, zelfs nadat Jefferson was teruggekeerd naar de Verenigde Staten.
Na een huwelijk van acht jaar werd Cosway in 1789 voor het eerst zwanger, wat een zware wissel trok op haar huwelijk. Zo onderhield zij een hechte vriendschap met de castraat Luigi Marchesi en de Corsicaanse vrijheidsstrijder Pasquale Paoli. Ook Richard Cosway zou in deze periode overspel hebben gepleegd. Op 4 mei 1790 bracht ze een dochter ter wereld: Louisa Paolina. Kort na de geboorte werd de moeder ziek en besloot haar familie om Maria Cosway naar Italië te sturen om haar te laten opknappen.
Na een periode te hebben doorgebracht in Venetië en Florence keerde ze vervolgens weer terug naar Engeland. Haar dochter overleed echter al op zesjarige leeftijd en in de periode daarna sloeg Cosway aan het schrijven. Ze publiceerde The Progress of Female Dissipation en The Progress of Female Virtue. Ze schreef de boeken om de morele opvoeding van meisjes te bevorderen en aan te tonen dat vrouwen kunnen kiezen hoe zij hun leven leiden en hun gezin opvoeden. Hiermee participeerde Cosway in de proto-feministische beweging van eind achttiende eeuw, waar ook Mary Wollstonecraft en Mary Robinson deel van uitmaakten. Met deze laatste werkte ze mee aan de bundel The Wintry Day. Hiervoor maakte ze ook de illustraties.

### Periode in Frankrijk en Italië

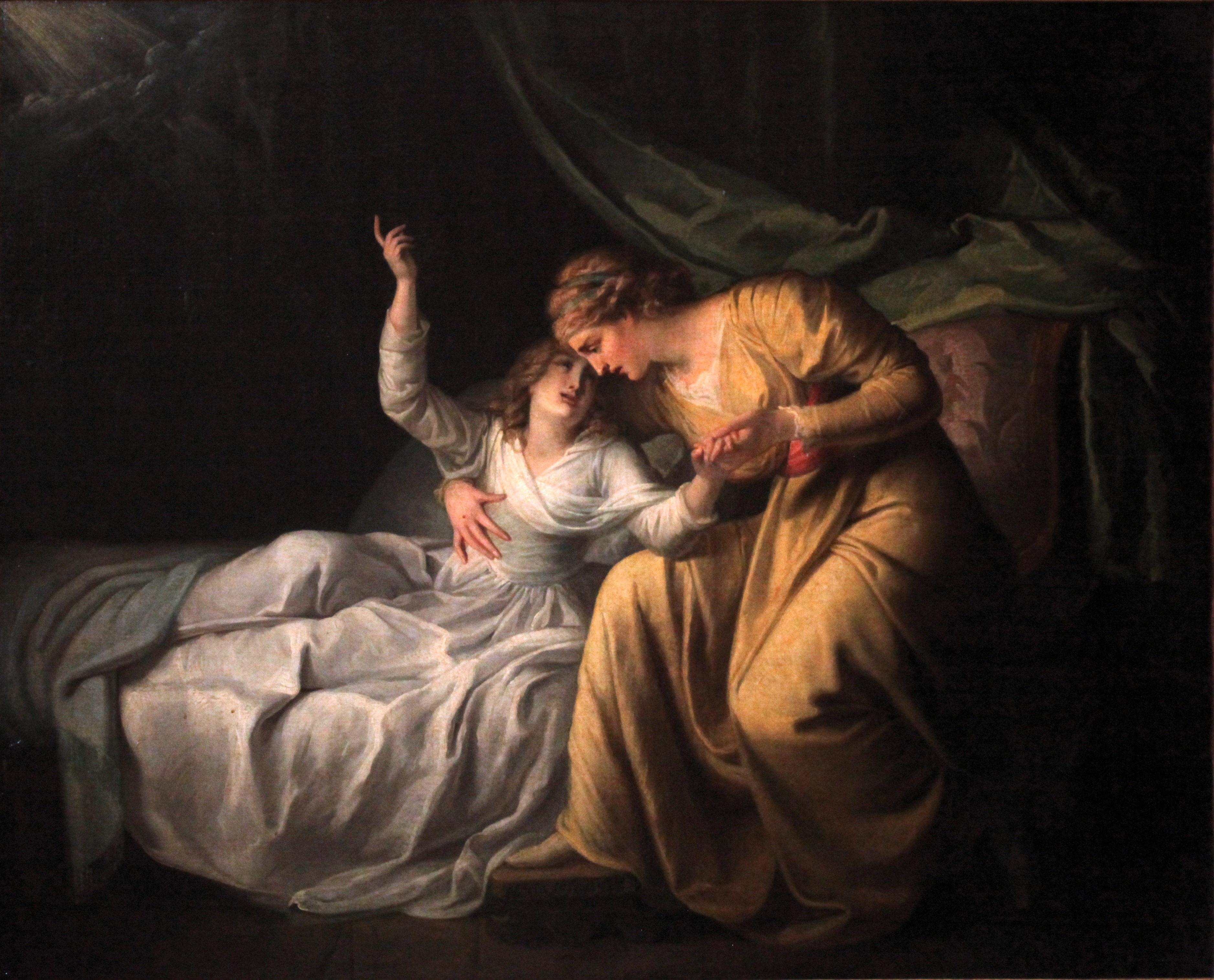
De dood van mevrouw Gardiner, Maria Cosway (1789).

In 1801 vertrok Cosway uit Londen en streek ze neer in Parijs. In deze periode was haar huwelijk praktisch voorbij en besloot ze dat ze etskopieën wilde maken van de meesterwerken in het Louvre. Na twee jaar gaf ze deze plannen op doordat de oorlog tussen Engeland en Frankrijk was hervat en verhuisde ze naar Lyon. Hier zette Cosway een meisjesschool op in de opvoedkundige traditie die ze in haar boeken beschreven had.
Na een volgende verhuizing streek ze neer in Lombardije en zette ze in Lodi een meisjesschool op. Ze keerde nog enkele malen naar Londen terug om daar haar zieke echtgenoot te bezoeken. Hier kwam een einde aan met zijn dood in 1821. Door haar inzet voor het meisjesonderwijs kreeg Cosway in 1834 van keizer Frans II de titel van barones. Met de steun van de keizerin bleef de school na de dood van Cosway voortbestaan.

## In populaire media
In de film Jefferson in Paris uit 1995 wordt Maria Cosway geportretteerd door Greta Scacchi.